# Lista de agregadores de feed
A seguinte lista de agregadores de feed documenta os programas e sites que desempenham a função de agregar feeds.

## Programas

### Mobile - Smartphones
- Net News Wire (IOS - IPHONE)
- Feeder (Android)

### Browsers - Navegadores de internet
- FeedBro (Moziila Firefox, Google Chroome, Edge e outros)

### Linux
- Liferea

### Windows
- Microsoft Outlook 2007
- Internet Explorer 7
- Windows Live Mail

### Multiplataformade desktop

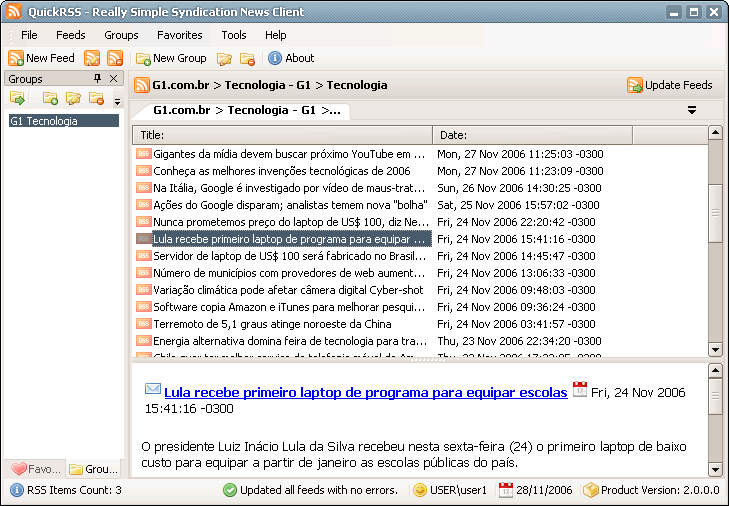
QuickRSS, software leitor de feeds multiplataforma.

- Juice
- Mozilla
- Mozilla Firefox
- Mozilla Thunderbird
- Opera
- QuickRSS
- RSSOwl
- Sage (extensão para Firefox)
- SeaMonkey

### Mac OSeMac OS X

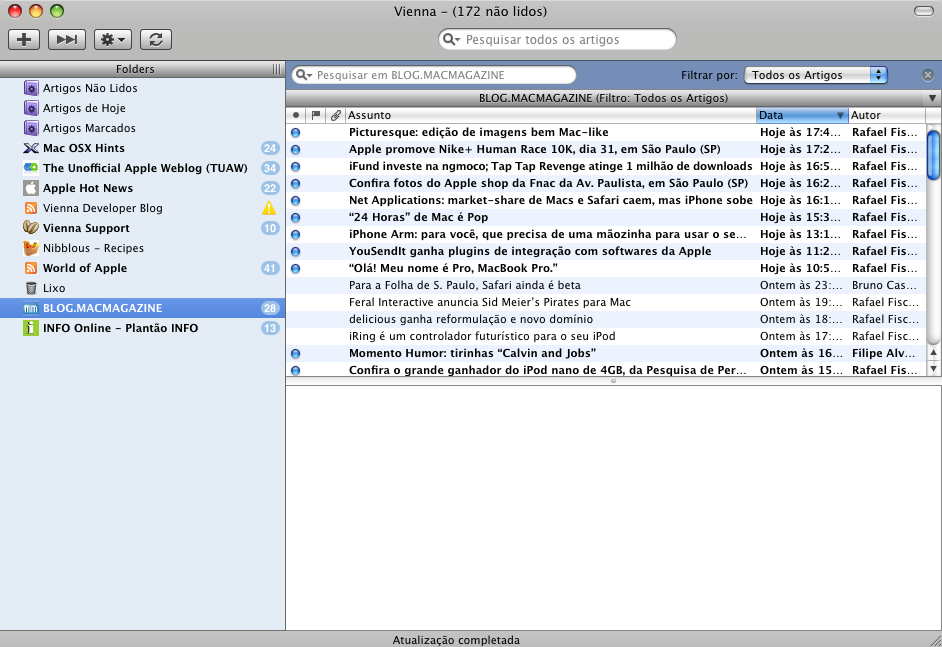
Vienna em Mac OS X.

- Safari
- Vienna

## Agregadores de mídia

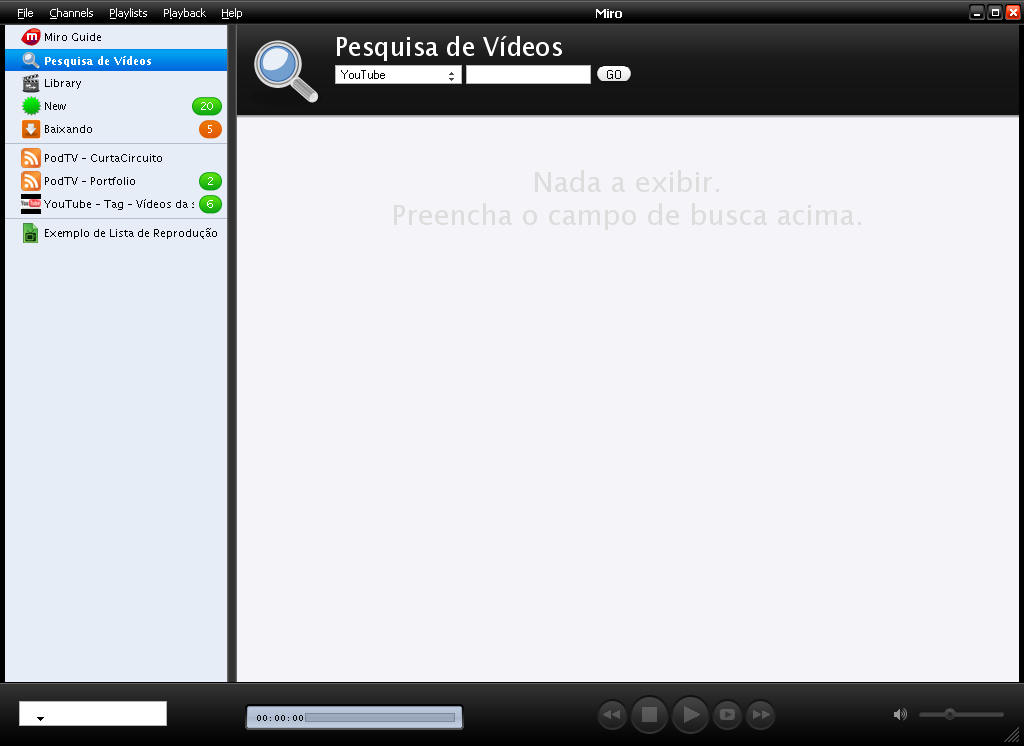
O Miro agrega feeds de vídeos e baixa os arquivos automaticamente

### Programas
- Amarok (KDE)
- Canola (Linux)
- iTunes (Mac OS, Windows)
- Juice (Multiplataforma)
- MediaMonkey (Windows)
- Miro (Multiplataforma)
- Rhythmbox (Linux)
- Songbird (Multiplataforma)